# Чемской сельсовет
Чемской сельсовет — сельское поселение в Тогучинском районе Новосибирской области Российской Федерации.
Административный центр — село Чемское.

## История
Статус и границы сельского поселения установлены Законом Новосибирской области от 2 июня 2004 года № 200-ОЗ «О статусе и границах муниципальных образований Новосибирской области»

## Население
| 2002 | 2010  | 2012  | 2013  | 2014  | 2015  | 2016  |
| ---- | ----- | ----- | ----- | ----- | ----- | ----- |
| 1174 | ↘1025 | ↘1014 | ↗1030 | ↘1017 | ↘1005 | ↘1000 |
| 2017 | 2018  | 2019  | 2020  | 2021  |       |       |
| ↘983 | →983  | ↘971  | ↘970  | ↘952  |       |       |

## Состав сельского поселения
| № | Населённый пункт | Тип населённого пункта       | Население |
| - | ---------------- | ---------------------------- | --------- |
| 1 | Владимировка     | село                         | ↘515      |
| 2 | Чемское          | село, административный центр | ↘510      |

## Местное самоуправление
Главы администрации
- Тарасов Сергей Михайлович, глава сельсовета[14]